# Liste der Biografien/Tso
Liste der Biografien |
Portal Biografien |
Personensuche
# |
A |
B |
C |
D |
E |
F |
G |
H |
I |
J |
K |
L |
M |
N |
O |
P |
Q |
R |
S |
T |
U |
V |
W |
X |
Y |
Z |
?
 
Ta |
Tc |
Te |
Tf |
Tg |
Th |
Ti |
Tj |
Tk |
Tl |
Tm |
To |
Tq |
Tr |
Ts |
Tu |
Tv |
Tw |
Tx |
Ty |
Tz
 
Tsa |
Tsc |
Tse |
Tsh |
Tsi |
Tsj |
Tso |
Tsu |
Tsv |
Tsy |
Tsz
Die Liste der Biografien führt alle Personen auf, die in der deutschsprachigen Wikipedia einen Artikel haben. Dieses ist eine Teilliste mit 45 Einträgen von Personen, deren Namen mit den Buchstaben „Tso“ beginnt.

## Tso
- Ts’o, Theodore (* 1968), US-amerikanischer Programmierer, Linux-Entwickler
- Tso, Yee Jee (* 1975), kanadischer Schauspieler

### Tsoa
- Tsoaeli, Herbie (* 1964), südafrikanischer Jazzmusiker (Kontrabass)

### Tsoc
- Tsochatzopoulos, Apostolos-Athanasios (1939–2021), griechischer Politiker
- Tsoclis, Costas (* 1930), griechischer Maler

### Tsog
- Tsogoeva, Svetlana (* 1973), russische Chemikerin und Hochschullehrerin
- Tsogtbaatar, Tsend-Otschiryn (* 1996), mongolischer Judoka

### Tsok
- Tsokanou, Zoi (* 1981), griechische Dirigentin
- Tsoke, Duncan Theodore (* 1964), südafrikanischer Geistlicher, römisch-katholischer Bischof von Kimberley
- Tsokos, Dionysios (1820–1862), griechischer Maler
- Tsokos, Michael (* 1967), deutscher RechtsmedizinerMichael Tsokos (* 1967)

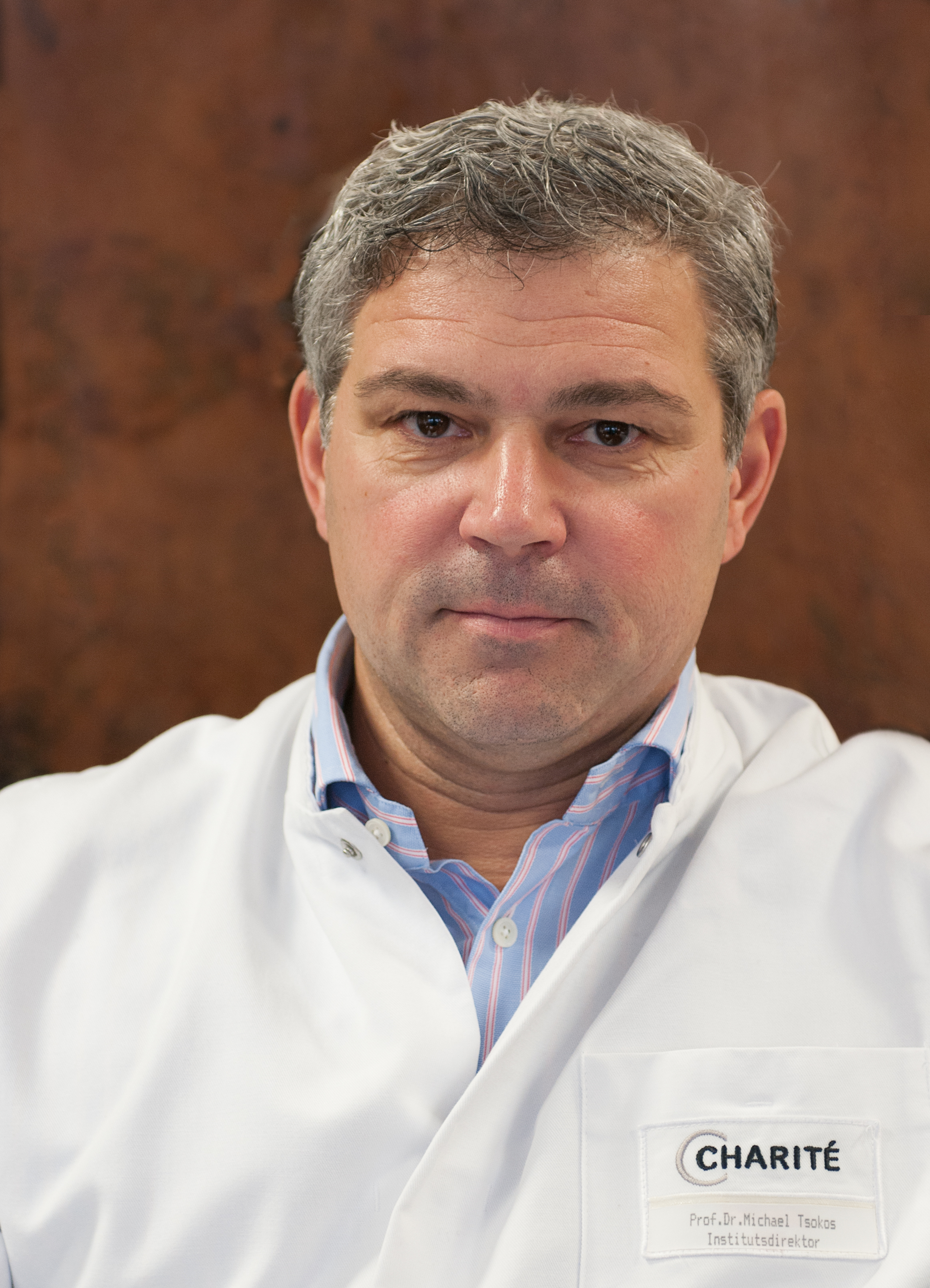
Michael Tsokos (* 1967)

### Tsol
- Tsolakidou, Stavroula (* 2000), griechische Schachspielerin
- Tsolakoglou, Georgios (1886–1948), griechischer Politiker und Ministerpräsident
- Tsolmon, Dordschpalamyn (* 1957), mongolischer Radrennfahrer

### Tsom
- Tsomaia, Rewas (* 1980), georgischer Eishockeyspieler
- Tsombanis, Anna (* 1994), deutsche Jazzmusikerin (Saxophon, Komposition)
- Tsomou, Margarita (* 1977), griechische Kultur- und Theaterwissenschaftlerin, Dramaturgin, Kuratorin, Tänzerin, Performancekünstlerin und Aktivistin

### Tson
- Tsonga, Jo-Wilfried (* 1985), französischer Tennisspieler
- Tsongas, Niki (* 1946), US-amerikanische Politikerin
- Tsongas, Paul (1941–1997), US-amerikanischer Politiker
- Tsongkhapa (1357–1419), Begründer der Gelug-Schulrichtung des tibetischen Buddhismus
- Tsontakis, George (* 1951), US-amerikanischer Komponist und Dirigent griechischer Abstammung

### Tsop
- Tsopei, Corinna (* 1944), griechische Schauspielerin und Schönheitskönigin

### Tsos
- Tsosie, Krystal, US-amerikanische Genetikerin und Bioethikerin

### Tsot
- Tsotou, Sotia (1942–2011), griechische Dichterin und Sängerin

### Tsou
- Tsouderos, Emmanouil (1882–1956), griechischer Politiker und Ministerpräsident
- Tsoukala, Dimitra (* 1999), griechische Sprinterin
- Tsoukala, Margarita (* 2001), griechische Leichtathletin
- Tsoukalas, Ioannis (* 1941), griechischer Politiker (Nea Dimokratia), MdEP
- Tsoukalos, Giorgio A. (* 1978), schweizerisch-griechischer Schriftsteller und FernsehmoderatorGiorgio A. Tsoukalos (* 1978)

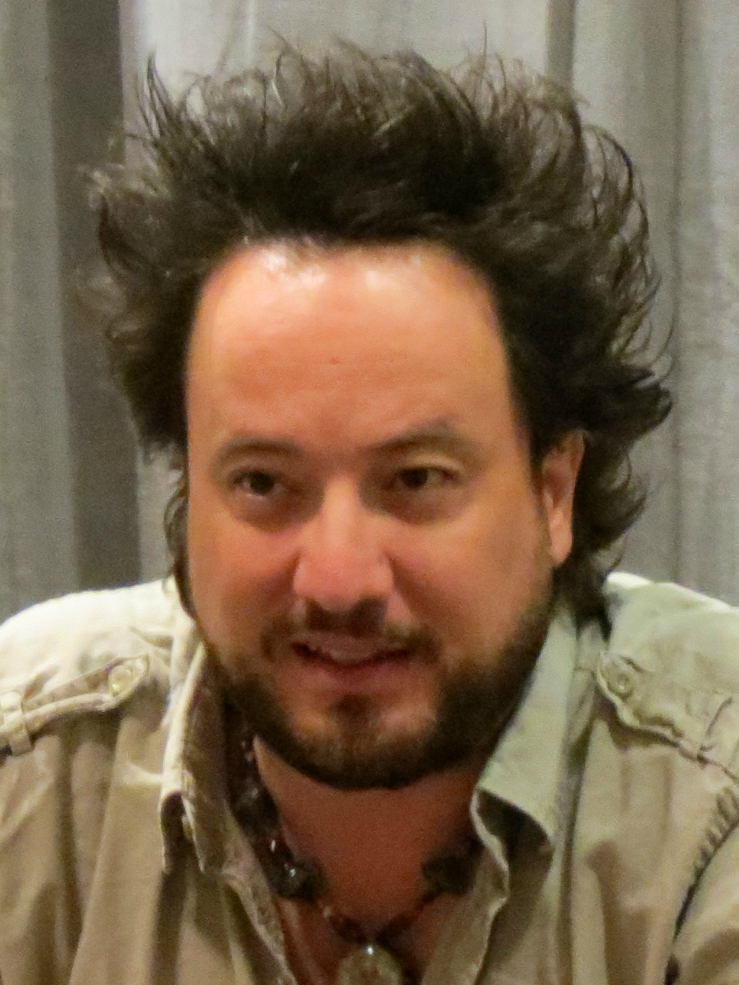
Giorgio A. Tsoukalos (* 1978)

- Tsoukas, Athanasios, griechischer Schlagzeuger
- Tsoukas, Haridimos (* 1961), griechischer Wirtschaftswissenschaftler und Schriftsteller
- Tsoukernik, Leon (* 1973), tschechischer Unternehmer, Casinobesitzer, Pokerspieler und Kunstsammler
- Tsoulfa, Emilia (* 1973), griechische Seglerin
- Tsoumeleka, Athanasia (* 1982), griechische Geherin und Olympiasiegerin
- Tsoumou, Juvhel (* 1990), kongolesisch-deutscher Fußballspieler
- Tsoumou-Madza, Jean-Clotaire (* 1975), kongolesischer Fußballspieler
- Tsouna, Voula (* 1961), griechisch-US-amerikanische Philosophiehistorikerin
- Tsoungui, Annett, deutsche Opernsängerin mit der Stimmlage Mezzosopran
- Tsoungui, Linda-Philomène (* 1992), deutsche Schlagzeugerin, Percussionistin und ProduzentinLinda-Philomène Tsoungui (* 1992)

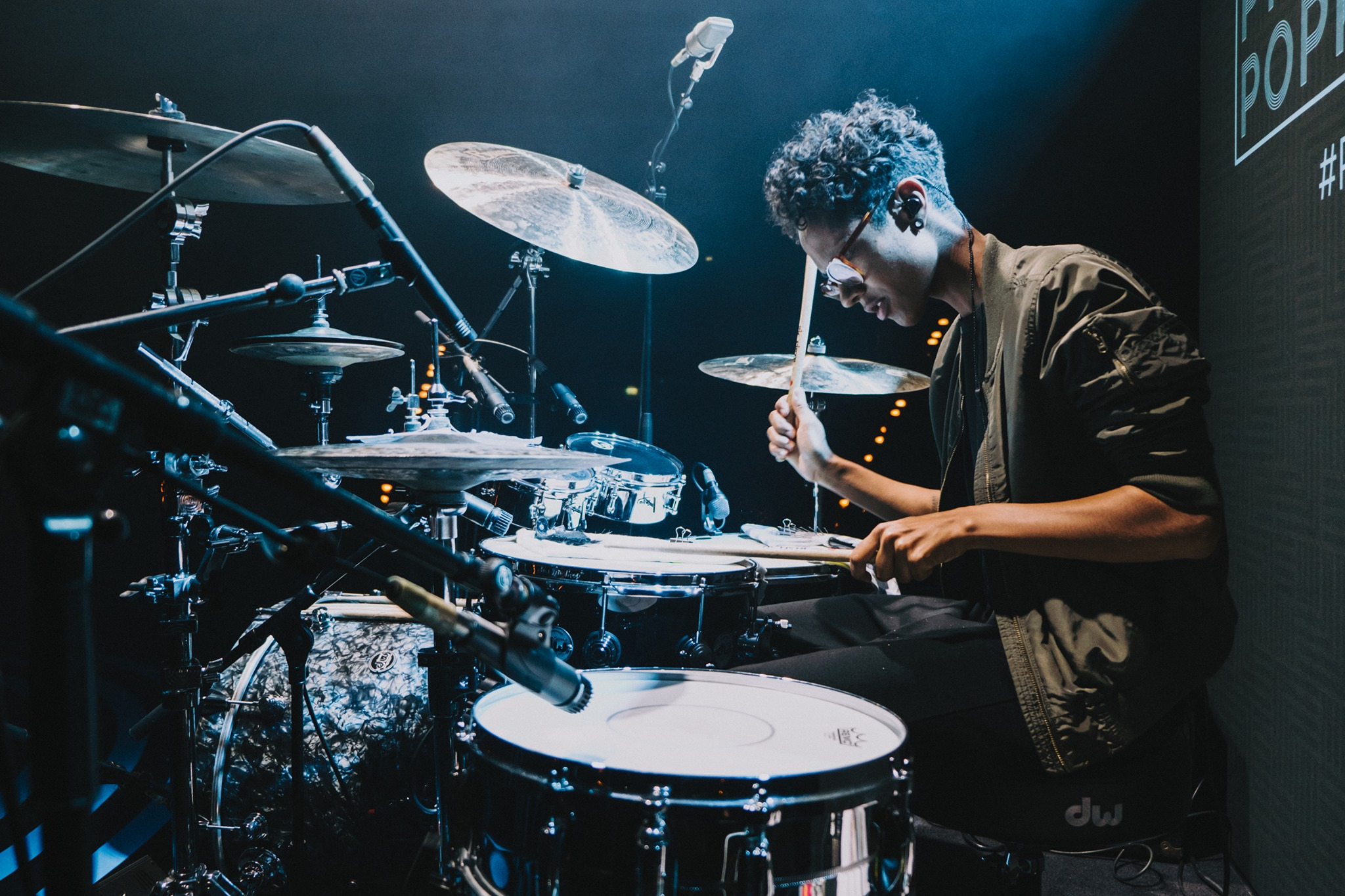
Linda-Philomène Tsoungui (* 1992)

- Tsountas, Christos (1857–1934), griechischer Klassischer Archäologe
- Tsoupaki, Calliope (* 1963), griechische Komponistin
- Tsourakis, Athanasios (* 1990), griechischer Fußballspieler
- Tsourekas, Timoleon (* 1970), griechischer Skilangläufer
- Tsouyopoulos, Nelly (1930–2005), britisch-deutsche Medizinhistorikerin